# Ісані (станція метро)
41°41′12″ пн. ш. 44°50′27″ сх. д. / 41.68667° пн. ш. 44.84083° сх. д.
Ісані (груз. ისანი) — станція Ахметелі-Варкетільської лінії Тбіліського метрополітену, розташовується між станціями 300 Арагвелі і Самгорі. Відкрита 5 травня 1971.
Оновлена у 2006. Змінився дизайн входу, похилого тунелю і вестибюля. Замінено освітлення, встановлені інформаційні екрани. Вестибюль оздоблено білим мармуром, загальне оздоблення платформи витримано в білих і синіх тонах.
Колонна трисклепінна глибокого закладення. Похилий хід має тристрічковий ескалатор починається з південного торця станції.

## Ресурси Інтернету
- Тбіліський метрополітен [Архівовано 19 травня 2014 у Wayback Machine.](англ.)
- Тбіліський метрополітен(груз.)